# Şamaxı járás
A Şamaxı járás (azeri nyelven: Şamaxı rayonu) Azerbajdzsán egyik járása. Székhelye Şamaxı.

A Şamaxı járás elhelyezkedése Azerbajdzsánban

## Népesség
- 1939-ben 68 137 lakosa volt, melyből 45 708 azeri (67%), 14 174 orosz, 6440 örmény, 812 lezg, 335 ukrán, 227 zsidó, 64 német, 38 talis stb.
- 1959-ben 41 049 lakosa volt, melyből 26 981 azeri (65,7%), 7325 orosz, 6274 örmény, 186 lezg, 60 zsidó stb.
- 1970-ben 83 351 lakosa volt, melyből 68 150 azeri (81,8%), 9276 orosz és ukrán, 5166 örmény, 285 lezg stb.
- 1979-ben 94 866 lakosa volt, melyből 83 559 azeri (88,1%), 6705 orosz és ukrán, 4081 örmény, 375 lezg stb.
- 1999-ben 80 625 lakosa volt, melyből 78 844 azeri (97,8%), 979 török, 515 orosz, 159 lezg, 61 ukrán, 8 tatár, 4 örmény, 4 zsidó, 2 grúz.
- 2009-ben 91 605 lakosa volt, melyből 90 350 azeri (98,6%), 879 török, 235 orosz, 87 lezg, 21 grúz, 6 tat, 2 tatár, 2 ukrán.